# Franz Xaver von Zwack
Franz Xaver von Zwack (1755-1843) est un baron allemand, président du gouvernement de Munich et Spire. Il est membre des illuminés de Bavière sous le nom de Cato et Aréopagite de l'Ordre.

## Œuvres
- Beurkundete Geschichte des Illuminaten-Ordens.